# Minyichthys brachyrhinus
Minyichthys brachyrhinus är en fiskart som först beskrevs av Earl Stannard Herald 1953.  Minyichthys brachyrhinus ingår i släktet Minyichthys och familjen kantnålsfiskar. Inga underarter finns listade i Catalogue of Life.